# Ґессума Фофана
Ґессума Фофана (фр. Guessouma Fofana, араб. غاسوما فوفانا; нар. 17 грудня 1992, Гавр) — французький і мавританський футболіст, півзахисник кіпрського клубу «Докса».
Чемпіон Румунії.

## Клубна кар'єра
Народився 17 грудня 1992 року в місті Гавр. Вихованець юнацьких команд футбольних клубів «Езмга» та «Гавр».
У дорослому футболі дебютував 2010 року виступами за команду «Гавр-2», в якій провів два сезони, взявши участь у 20 матчах чемпіонату. 
Згодом з 2012 по 2021 рік грав у складі команд «Булонь-2», «Ліон-Дюшер», «Ам'єн-2», «Ам'єн», «Генгам», «Генгам-2» та «Ле-Ман».
Своєю грою за останню команду привернув увагу представників тренерського штабу клубу «ЧФР Клуж», до складу якого приєднався 2021 року. Відіграв за команду з Клужа наступні два сезони своєї ігрової кар'єри.
Протягом 2023 року захищав кольори клубу «Нім-Олімпік».
До складу клубу «Докса» приєднався 2023 року. Станом на 27 грудня 2023 року відіграв за клуб з Катокопії 10 матчів в національному чемпіонаті.

## Виступи за збірну
У 2021 році дебютував в офіційних матчах у складі національної збірної Мавританії.
У складі збірної був учасником Кубка африканських націй 2021 року у Камеруні.
| Дата       | Місто                   | Господарі  | Результат | Гості                | Турнір                                        | Голи | Примітки |
| ---------- | ----------------------- | ---------- | --------- | -------------------- | --------------------------------------------- | ---- | -------- |
| 16-11-2021 | Нуакшот                 | Мавританія | 1 – 1     | Екваторіальна Гвінея | Відбір до ЧС 2022                             | -    | 76'      |
| 30-11-2021 | Ер-Раян (муніципалітет) | Туніс      | 5 – 1     | Мавританія           | Coppa Araba 2021 - Груповий етап              | -    | 45'      |
| 3-12-2021  | Доха                    | Мавританія | 0 – 1     | ОАЕ                  | Coppa Araba 2021 - Груповий етап              | -    |          |
| 6-12-2021  | Доха                    | Сирія      | 1 – 2     | Мавританія           | Coppa Araba 2021 - Груповий етап              | -    |          |
| 12-1-2022  | Лімбе                   | Мавританія | 0 – 1     | Гамбія               | Кубок африканських націй 2021 - Груповий етап | -    |          |
| 16-1-2022  | Лімбе                   | Туніс      | 4 – 0     | Мавританія           | Кубок африканських націй 2021 - Груповий етап | -    |          |
| 20-1-2022  | Лімбе                   | Малі       | 2 – 0     | Мавританія           | Кубок африканських націй 2021 - Груповий етап | -    |          |
| 4-6-2022   | Нуакшот                 | Мавританія | 3 – 0     | Судан                | Відбір до Кубка африканських націй 2023       | -    | 81'      |
| 8-6-2022   | Франсвіль               | Габон      | 0 – 0     | Мавританія           | Відбір до Кубка африканських націй 2023       | -    | 80'      |
| 24-9-2022  | Нуакшот                 | Мавританія | 1 – 0     | Бенін                | товариський матч                              | -    | 77'      |
| 24-3-2023  | Лубумбаші               | ДР Конго   | 3 – 1     | Мавританія           | Відбір до Кубка африканських націй 2023       | -    | 80'      |
| 28-3-2023  | Нуакшот                 | Мавританія | 1 – 1     | ДР Конго             | Відбір до Кубка африканських націй 2023       | -    | 80'      |
| 20-6-2023  | Агадір                  | Судан      | 0 – 3     | Мавританія           | Відбір до Кубка африканських націй 2023       | -    |          |
| 9-9-2023   | Нуакшот                 | Мавританія | 2 – 1     | Габон                | Відбір до Кубка африканських націй 2023       | -    | 57'      |
| 15-11-2023 | Кіншаса                 | ДР Конго   | 2 – 0     | Мавританія           | Відбір до ЧС 2026                             | -    |          |
| Усього     |                         | Матчів     | 15        |                      | Голів                                         | 0    |          |

## Титули і досягнення
- Чемпіон Румунії (1):

«ЧФР Клуж»: 2021-2022